# ジョン・オグ
ジョン・オグ・ウゴチュク（John Ogu Ugochukwu、1988年4月20日 - ）は、ナイジェリア・ラゴス出身のプロサッカー選手。ナイジェリア代表。アル・アダラーFC所属。ポジションは、ミッドフィールダー。

## 経歴

### クラブ
2006年9月、スロベニアのNKドラヴァ・プトゥイと契約を結んだ。
2010年夏、ポルトガル3部のアトレティコCPに移籍。半年後、スペイン3部に所属するUDアルメリアのBチームに移籍。
2011年11月、プリメイラ・リーガのUDレイリアに移籍。
2012年7月、レイリアの2部降格に伴いアカデミカ・コインブラに移籍。
2014年9月、イスラエル・プレミアリーグのハポエル・ベエルシェバFCに移籍。

### 代表
2013年3月、2014 FIFAワールドカップ・アフリカ2次予選のケニア戦で代表初出場。6月、FIFAコンフェデレーションズカップ2013参加メンバーに登録された。

## 代表歴

### 出場大会
- ナイジェリア代表
  - 2018 FIFAワールドカップ

### 試合数
- 国際Aマッチ 26試合 1得点（2013年-2019年）[4]

| ナイジェリア代表 | 国際Aマッチ | 国際Aマッチ |
| 年               | 出場        | 得点        |
| ---------------- | ----------- | ----------- |
| 2013             | 10          | 0           |
| 2014             | 0           | 0           |
| 2015             | 2           | 0           |
| 2016             | 0           | 0           |
| 2017             | 3           | 1           |
| 2018             | 8           | 0           |
| 2019             | 3           | 0           |
| 通算             | 26          | 1           |

### 得点
| # | 開催日         | 開催地             | 対戦国       | スコア | 結果 | 試合概要                    |
| - | -------------- | ------------------ | ------------ | ------ | ---- | --------------------------- |
| 1 | 2017年11月10日 | コンスタンティーヌ | アルジェリア | 1–0    | 1–1  | 2018 FIFAワールドカップ予選 |

## タイトル

### クラブ
ハポエル・ベエルシェバFC
- イスラエル・プレミアリーグ (2): 2015–16 ,2016-17[5]
- イスラエル・スーパーカップ (2): 2016 ,2017
- トト・カップ (1): 2016–17